# Волков, Владимир Вениаминович
Владимир Вениаминович Волков (10 ноября 1949 — 10 января 2017) — советский пловец в ластах, трёхкратный чемпион Европы.

## Карьера
Тренировался в клубе СКАТ при Томском университете.
Рекордсмен мира. Трёхкратный чемпион Европы (1972). Чемпион СССР 1972, 1973 годов.
Мастер спорта СССР международного класса (1972).
Тренер-преподаватель высшей категории. Последнее место работы — МАОУ ДОД ДЮСШ «Кедр» г. Томск.